# 土田宏
土田 宏（つちだ ひろし、1947年- ）は、日本のアメリカ政治学者であり、茶人でもある。元城西国際大学人文学部および同大学院人文科学研究科教授。
専門は、アメリカ政治学、アメリカの思想、ケネディ暗殺研究。
ピアニストである土田定克の父。

## 人物・経歴
茨城県生まれ。上智大学外国語学部英語学科を中退して編入したアメリカ合衆国フォーダム大学（Fordham University）を1972年に卒業。1974年社会研究新学院（en:New School for Social Research）修士課程修了、Master of Arts（文学修士）取得。専攻はアメリカ政治。
1974年上智大学を退学し、上智短期大学の非常勤講師、1978年上智短期大学専任講師、1987年同助教授、1993年城西国際大学人文学部国際文化学科教授、1998年城西国際大学人文学部国際文化学科学科長、2001年城西国際大学スポーツ文化センター所長を経て、城西国際大学国際人文学部（名称変更）国際文化学科教授。2018年3月末日、同大学定年退職。

## 著書

### 単著
- 『幻の大統領―ヒューイ・ロングの生涯』（彩流社、1984年）
- 『ケネディ兄弟の光と影』（彩流社、1992年）
- 『秘密工作ケネディ暗殺―天国からのメッセージ』（彩流社、2003年）
- 『ケネディ―「神話」と実像』（中公新書、2007年）
- 『リンカン―神になった男の功罪』（彩流社、2009年）
- 『アメリカ1968―混乱・変革・分裂』（中央公論新社、2012年）
- 『アメリカ50年　ケネディの夢は消えた？』（彩流社「フィギュール彩」、2015年）
- 『ケネディと日本　歴史再発見』（NHK出版、2017年）、ラジオ放送テキスト
- 『「発想の転換」の政治―ーケネディ大統領の遺言』（彩流社、2018年）

### 単著（土田隆宏名義）
- 『利休―最後の半年』（彩流社、1998年）

### 共著・共編著
- （井出義光・明石紀雄）『アメリカ南部の夢―ニューサウスの政治・経済・文化』（有斐閣、1987年）
- （藤本一美）『ケネディとアメリカ政治』（EXP、2000年）

### 訳書
- W.ケンドール、G.ケアリー『アメリカ政治の伝統と象徴』（彩流社、1982年）
- ディヴィッド S.リフトン『ベスト・エヴィデンス―ケネディ暗殺の虚実』（上・下、彩流社、1985年）
- ピーター・N. キャロル『70年代アメリカ―なにも起こらなかったかのように』（彩流社、1994年）
- ジョー・マクギニス『最後のケネディ―テディの栄光と挫折…』（彩流社、1996年）
- サーストン・クラーク『ケネディ 時代を変えた就任演説』（彩流社、2006年）
- ダン・モレイン『カマラ・ハリスの流儀―アメリカ初の黒人女性副大統領』（彩流社　2021年）

### 共訳書
- （久保文明・久保典子・阪田恭代・高杉忠明・木村昌人・鐸木昌之）ウォルター・ラフィーバー『アメリカの時代―戦後史のなかのアメリカ政治と外交』（芦書房、1992年）
- （池谷律代）オリバー・ストーン、エリック・ハンブルグ『ニクソン』（竹書房、1996年）